# 高田広章
高田 広章（たかだ ひろあき、1963年 - ）は、日本の情報工学者、名古屋大学大学院情報科学研究科情報システム学専攻教授。
組み込みシステム、特に組み込みオペレーティングシステムの第一人者であり、情報処理学会組込みシステム研究会主査、TOPPERSプロジェクト会長などを務める。
洛星高等学校、東京大学理学部卒業。東京大学大学院情報学研究科博士課程中退。1996年 東京大学理学博士 論文名は「Studies on Scalable Real-Time Kernels for Function-Distributed Multiprocessors（機能分散マルチプロセッサのためのスケ-ラブルなリアルタイムカ-ネルに関する研究）」。 
- 2014年、「オープンソースの組込みリアルタイムOSの開発・普及」で産学官連携功労者表彰科学技術政策担当大臣賞を受賞[2]。
- 2018年、情報化促進貢献個人等表彰経済産業大臣賞を受賞[3]。